# 保衛史達林格勒獎章
保衛斯大林格勒獎章（俄语：Медаль «За оборону Сталинграда»）是蘇聯在1942年12月22日由蘇聯最高蘇維埃主席團頒令設立的一種戰役獎章，以嘉許及認可蘇聯平民及軍事人員在1942年7月12日到11月19日斯大林格勒保衛戰對以纳粹德國為首的軸心国侵略軍的艱苦及英勇抗戰。有近76萬軍民獲得此獎章。

## 頒授情況

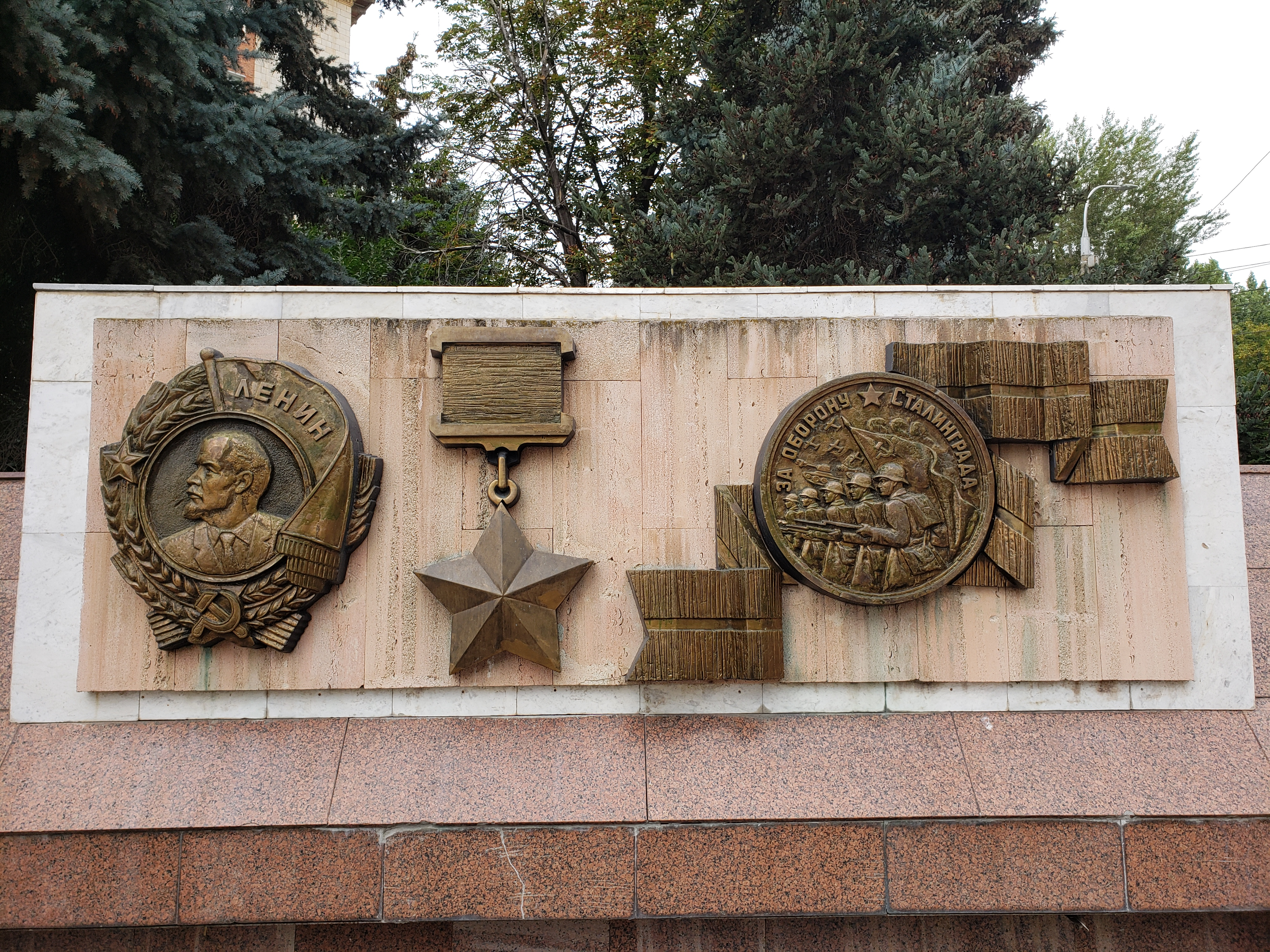
伏爾加格勒永恆火焰前英雄大道的浮雕，其中最右方展示了保衛斯大林格勒獎章

保衛斯大林格勒獎章授予給所有參與斯大林格勒保衛戰的紅軍、紅海軍及內務人民委員部隊的軍事人員，以及參與保衛戰的平民。
此獎章是以蘇聯最高蘇維埃主席團的名義頒授，根據所在部隊主官、軍事醫療機構、地區或城市政府有關其實際參與情況的文件而頒發。
現役人員的獎章由其部隊主官頒授，退役人員從所在社區的分區、城市或地區軍事委員獲得其獎章，平民獲獎者則由城市或地區人民代表大會頒授；與獎章同時頒發的還有一張證書。
對於在戰役中陣亡或在獎章設立前去世的獲獎者，此獎章將追授予其家人。

## 勳章制式
保衛斯大林格勒獎章採用五邊形綬帶，主體為32mm的黃銅製圓形獎章，兩側有凸起邊緣。
奖章正面为五位全副武裝的士兵，緊握著步槍，枪口向著左方。在最右方的兩位士兵上方有一面飘扬的蘇聯國旗（鐮刀與錘子旗）。旗帜左边為飞机和坦克的图案，正在向左方前進。頂部左边写着“为了保卫”(俄语：
)；右边写着“斯大林格勒”(俄语：«СТАЛИНГРАДА»)；中间有一枚五角星分隔。
獎章背面的上方為锤子与镰刀标志，下方為俄文「為了我們的祖國蘇聯」(俄语：«ЗА НАШУ СОВЕТСКУЮ РОДИНУ»)。
保衛斯大林格勒獎章採用浅橄榄色的波纹绸，宽24毫米，绶带中间有一条红色竖条纹，宽2毫米。
保卫斯大林格勒奖章一般佩戴在左胸，當存在其他蘇聯勳章獎章時，應配戴在保卫塞瓦斯托波尔奖章之後，保衛基輔獎章之前。
如果佩戴了其它俄羅斯聯邦勳章或獎章，則後者具有優先權。

## 獲獎者（部分）

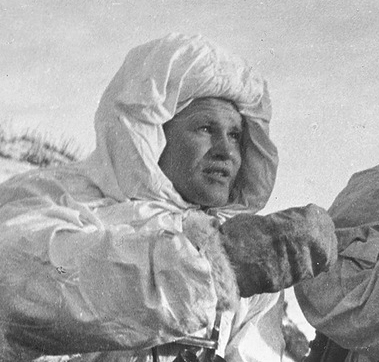
柴契夫上尉，保衛斯大林格勒獎章的獲獎者，攝於1942年10月斯大林格勒.。

以下為保卫斯大林格勒奖章的部分獲獎者（以最高軍銜排列）：
- 苏联元帅謝苗·康斯坦丁諾維奇·鐵木辛哥
- 蘇聯元帥格奧爾基·康斯坦丁諾維奇·朱可夫
- 蘇聯元帥亚历山大·米哈伊洛维奇·华西列夫斯基
- 蘇聯元帥羅季翁·雅科夫列維奇·馬利諾夫斯基
- 苏联元帅費奧多爾·伊萬諾維奇·托爾布欣
- 蘇聯元帥瓦西里·伊万诺维奇·崔可夫
- 蘇聯元帥谢尔盖·谢苗诺维奇·比留佐夫
- 蘇聯元帥彼得·基里罗维奇·科舍沃伊
- 蘇聯元帥亞歷山大·亞歷山德羅維奇·諾維科夫
- 蘇聯元帥伊萬·伊格納季耶維奇·雅庫鮑斯基
- 蘇聯元帥維克托·格奧爾基耶維奇·庫利科夫
- 苏联元帅谢尔盖·费多罗维奇·阿赫罗梅耶夫
- 空軍元帥費多爾·雅科夫列維奇·法列拉列耶夫（英语：Fedor Falaleyev)）
- 空軍元帥謝爾蓋·伊格納季耶維奇·鲁坚科（英语：Sergei_Rudenko_(general)）
- 炮兵元帥瓦西裡·伊万諾維奇·卡扎科夫（英语：Vasily_Kazakov）
- 大將米哈伊爾·謝爾蓋耶維奇·馬利寧
- 大將謝苗·帕夫洛維奇·伊凡諾夫（英语：Semion Ivanov）
- 大將雅科夫·格里戈利耶维奇·克列伊泽尔（英语：Yakov Kreizer）
- 上將亚历山大·伊里奇·罗季姆采夫（英语：Alexander_Rodimtsev）
- 中將瓦西里·米哈伊洛维奇·巴达诺夫（英语：Vasily Badanov）
- 近衛軍上尉瑪麗亞•冬妮娜（英语：Mariya_Dolina）（女俯冲轰炸机飛行員）
- 上尉瓦西里·扎伊采夫（蘇聯陸軍著名狙擊手）
- 作家彼得·安德烈耶维奇·巴甫连柯（英语：Pyotr_Pavlenko）

## 延伸閱讀
- 斯大林格勒战役
- 斯大林格勒

## 參照
- Legal Library of the USSR（页面存档备份，存于）
- Указ Президиума Верховного Совета СССР «Об учреждении медалей «За оборону Ленинграда», «За оборону Одессы», «За оборону Севастополя» и «За оборону Сталинграда» и награждении этими медалями участников обороны Ленинграда, Одессы, Севастополя и Сталинграда» от 22 декабря 1942 года （页面存档备份，存于） // Ведомости Верховного Совета Союза Советских Социалистических Республик : газета. — 1942. — 30 декабря (№ 47 (206)). — С. 1.